# Benjy
Benjy – amerykański krótkometrażowy film dokumentalny z 1951 roku w reżyserii Freda Zinnemanna. Podczas 24. ceremonii wręczenia Oscarów w 1952 roku zdobył statuetkę w kategorii Najlepszy Film Dokumentalny Krótkometrażowy.